# Stygmasterol
Stygmasterol, C
29H
48O – organiczny związek chemiczny z grupy steroli. Występuje naturalnie w ziarnie soi. Jest wykorzystywany w przemyśle farmaceutycznym oraz przy syntezie hormonów.